# Viața lui Toby
Viața lui Toby (în engleză This Boy's Life) este un film din 1993 - ecranizare după memoriile cu același nume ale lui Tobias Wolff. A fost regizat de Michael Caton-Jones iar din distribuție fac parte Leonardo DiCaprio în rolul lui Tobias Wolff, Robert De Niro - tatăl vitreg al acestuia, Dwight Hansen și Ellen Barkin, în rolul mamei lui Toby - Caroline. În film mai joacă și Chris Cooper, Carla Gugino, Eliza Dushku dar și Tobey Maguire într-un rol mic.
Filmat în mare parte în Concrete, Washington, filmul a reușit să redea imaginea anilor '50 iar mulți dintre cetățenii orașului au fost folosiți ca figuranți.
Coloana sonoră a filmului Viața lui Toby conține melodii din anii '50 și începutul anilor '60. Principala piesă este "Let's Get Away from It All" a lui Frank Sinatra de pe albumul din 1958 Come Fly with Me. Cu toate acestea muzica din film arată înclinația lui Toby spre rock and roll și doo wop prin melodii aparținnd lui Eddie Cochran, Frankie Lymon and The Teenagers și Link Wray. Carter Burwell a compus muzica pentru film alături de chitaristul New Yorkez Frederic Hand.
Drama transpune pe ecran romanul autobiografic omonim al lui Tobias Wolff. În anii '50, Caroline Wolff (Ellen Barkin), o mamă singură, speră să-și refacă viața, pentru a-i oferi fiului ei, Toby (Leonardo DiCaprio), un trai mai bun. Ea se recăsătorește cu Dwight Hansen (Robert de Niro), un bărbat care pare soțul ideal. Toby face eforturi emoționale uriașe pentru a se înțelege cu tatăl său vitreg, un bărbat sever.

## Distribuție
- Leonardo DiCaprio . . . . . Tobias "Toby" Wolff
- Robert De Niro . . . . . Dwight Hansen
- Elln Barkin . . . . . Caroline Wolff Hansen
- Jonah Blechman . . . . . Arthur Gayle
- Eliza Dushku . . . . . Pearl Hansen
- Chris Cooper . . . . . Roy
- Carla Gugino . . . . . Norma Hansen
- Zachary Ansley . . . . . Skipper Hansen
- Tracey Ellis . . . . . Kathy
- Kathy Kinney . . . . . Marian
- Tobey Maguire . . . . . Chuck Bolger